# Михайловка (Гребёнковский район)
Михайловка (укр. Михайлівка) — село,
Стукаловский сельский совет,
Гребёнковский район,
Полтавская область,
Украина.
Код КОАТУУ — 5320885303. Население по переписи 2001 года составляло 81 человек.
Село указано на трехверстовке Полтавской области. Военно-топографическая карта.1869 года

## Географическое положение
Село Михайловка находится на правом берегу реки Сухая Оржица,
выше по течению на расстоянии в 4 км расположено село Писарщина,
ниже по течению примыкает село Стукаловка.